# Palau Robert
El Palau Robert és un edifici situat al Passeig de Gràcia, 107, cantonada amb l'Avinguda Diagonal, 387 de Barcelona, catalogat com a bé cultural d'interès local. Actualment pertany a la Generalitat de Catalunya i acull un centre d'exposicions amb quatre sales, un espai per a conferències, el Centre d'Informació de Catalunya, l'oficina de turisme i jardins oberts al públic.

## Història

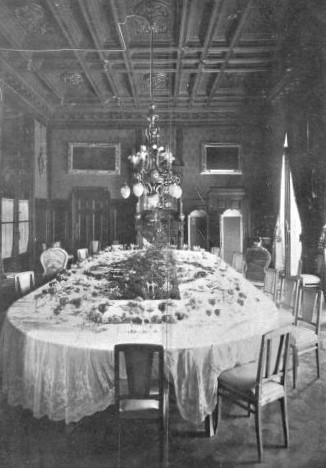
El menjador del Palau a principis del

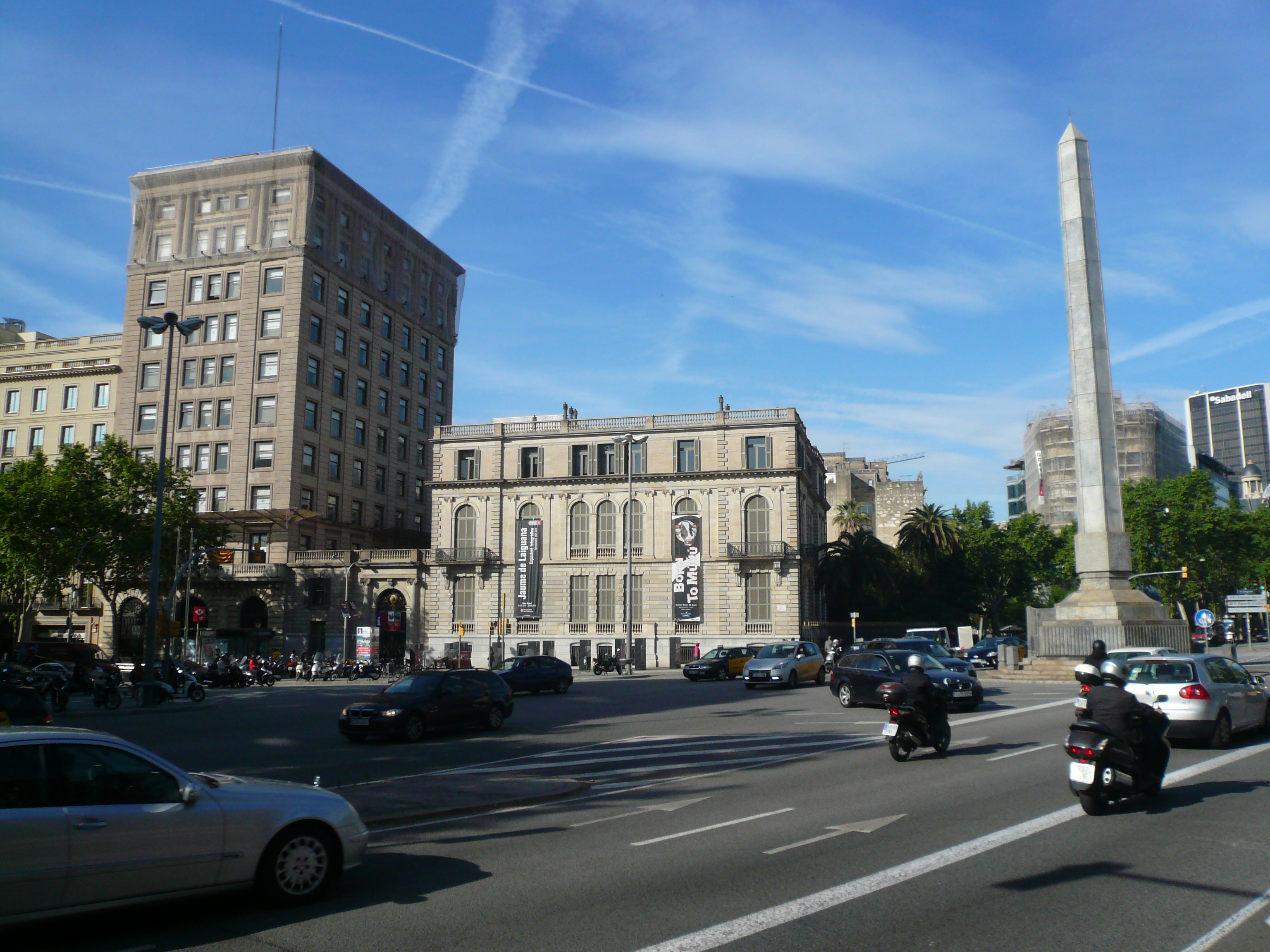
A l'esquerra, la Torre Muñoz i al centre, el Palau

El financer Robert Robert i Surís va adquirir els xalets d'en Salamanca, situats a la cantonada del passeig de Gràcia amb la Diagonal, i els enderrocà per construir-hi la seva residència privada a l'estil d'altres mansions que es construïen al passeig de Gràcia. Va confiar el projecte a l'arquitecte francès Henri Grandpierre, que havia treballat a l'Exposició Universal de París (1900), i les obres van ser dirigides entre 1898 i 1903 per l'arquitecte Joan Martorell i Montells. L'any 1904 va obtenir una menció en el Concurs anual d'edificis artístics instaurat per l'Ajuntament de Barcelona. El jardí fou dissenyat pel jardiner municipal Ramon Oliva, que posteriorment també s'encarregà dels de la plaça de Catalunya. Les nombroses palmeres van procedir de l'Exposició Universal de Barcelona de 1888.
Robert va morir el 1929, i la seva família va posar el palau en venda l'any 1934. El 1936, l'arquitecte Francesc de Paula Nebot, per encàrrec del següent marquès de Robert, projectà un nou edifici anomenat The Lido en el mateix solar, que consistiria en un hotel, teatre, saló de festes, cabaret i frontó. El projecte es va cancel·lar, i el novembre de 1936, el conseller primer Josep Tarradellas va convertir el Palau Robert en la seu de la Conselleria de Cultura de la Generalitat republicana, ja en plena Guerra Civil (1936-1939).
Després del conflicte, la família Robert va recuperar el palau i l'any 1944 l'arquitecte Nebot, Ramon de Dalmases i Villavecchia, segon marquès de Mura, i Josep Abelló Calderó constituïren una societat per construir-hi un hotel i una sala d'espectacles. Anys després, fou adquirit per l'empresari Julio Muñoz Ramonet, però entrà en litigi amb el Banco Central, amb qui el seu grup UNITESA tenia crèdits impagats, i el 1968 se l'acabaria quedant.
L'11 de maig del 1981 va ser adquirit per la Generalitat de Catalunya, conjuntament amb l'edifici d'oficines adjacent, per 630 milions de pessetes. El 18 de novembre del 1997 va obrir les portes amb el nom de «Palau Robert. Centre d'Informació de Catalunya» com a centre d'exposicions, publicacions, actes, concerts i altres activitats.
L'any 2003, l'arquitecta Sílvia Farriol va remodelar les antigues cotxeres, convertint-les en dues sales polivalents, i també es va enderrocar el mur del carrer de Còrsega, que fou substituït per una reixa que permet veure el jardí des del carrer. El mobiliari va ser obra de Miguel Milá i el disseny fou de Bet Figueras, arquitecta paisatgista.

## Descripció
Es tracta d'un edifici aïllat al bell mig d'un jardí que avui és públic. Consta de semisoterrani, planta baixa, planta noble, àtic i terrat transitable. Disposa de dos accessos: un orientat al jardí posterior i un altre (el principal) orientat al passeig de Gràcia. A través d'aquest darrer accés s'accedeix a una àmplia zona de vestíbul que conté l'escala vers la planta baixa.
D'estil neoclàssic, mostra tres façanes a l'exterior, totes íntegrament acabades amb pedra extreta del Massís del Montgrí (d'on el propietari provenia i acabaria ostentant el títol de comte). Cada façana presenta una composició diferent, encara que comparteixen unes característiques principals que les unifiquen estilísticament. Les obertures, de grans dimensions, es presenten sempre alineades en eixos verticals i el semisoterrani queda inclòs en un robust basament de pedra blanca. Els balcons ampitadors de la planta baixa presenten forma d'arc pla, emmarcades amb llindes i muntants a base de carreus encoixinats de gran plasticitat. Aquests balcons, com els de la planta noble, es presenten tancats per balustres de pedra. Una motllura ornada amb una sanefa a base d'ones serveix de separació dels paraments encoixinats de la planta baixa respecte els paraments de carreus llisos de la planta noble. La principal característica de la planta noble és que els balcons ampitadors, en aquest cas coronats amb arcs de mig punt motllurats, queden flanquejats per unes delicades pilastres d'ordre jònic florit que sostenen un entaulament treballat a base de mènsules en forma de voluta. Sobre la cornisa d'aquest entaulament hi reposen les finestres de l'àtic o segona planta, austerament motllurades. Sobre l'entaulament corinti de l'àtic hi reposa la balustrada que tanca el terrat.
La façana orientada al jardí, presenta un ritme molt més rigorós, amb dos cossos laterals flanquejant el central, que destaca pels seus paraments encoixinats i per estar coronat per un frontó triangular. Aquest frontó acull, en relleu, dos coloms entre la vegetació sostenint un escut que, si bé avui és el de la Generalitat de Catalunya, en origen mostrava les armes de Robert Robert. La façana principal, orientada al passeig de Gràcia presenta una variada composició, jugant amb els ritmes dels eixos d'obertures. A més, els dos balcons dels extrems de la planta noble presenten una volada de pedra sostinguda per dues grans mènsules i tancada per una barana de ferro fos. L'extrem meridional d'aquesta façana presenta un cos adossat de menors dimensions que conté un gran arc de mig punt emmarcat per un pòrtic de semicolumnes jòniques florides que sostenen un entaulament. L'arc es presenta tancat per una monumental reixa de forja de disseny rocalla, amb aplics de ferro fos sobredaurats i un escut daurat de la Generalitat.
Aquest cos configura l'accés principal a l'edifici, i en el seu interior conté un vestíbul monumental o zaguán que permetia al visitant entrar a la casa en cotxe i aparcar dins les cotxeres ubicades a l'altra banda del jardí. Aquest vestíbul és probablement el més ric de la ciutat i es configura com una aparatosa galeria columnada a base de grups de columnes i pilastres jòniques florides que sostenen una volta de canó amb llunetes de gran refinament estereotòmic. La columnata de l'esquerra permet l'accés a les dependències del conserge i el porter, mentre que la columnata de la dreta acull la porta principal de la casa. Aquesta és coronada per un arc de mig punt rematat amb un potent escut (avui buit) ricament emmarcat amb relleus en forma de fulla d'acant, dos gossos rampants i un elm amb la corona de marquès.
Aquesta porta permet l'accés a l'escala noble, dins d'una caixa de pedra ornada a base de pilastres jòniques florides i ulls-de-bou emmarcats amb llaços i garlandes de llorer. Aquesta escala mena vers l'espai que centralitza tot l'edifici: el vestíbul principal de la planta baixa. Aquest espai grandiós es concebé com un gran pati elevat i cobert per una claraboia, l'alçada de la qual inclou també la planta noble a la que dona accés. Aquesta monumental estança cúbica acabada en pedra serveix, al mateix temps, de vestíbul, de distribuïdor de la planta baixa, de caixa d'escala vers la planta noble i de celobert. Els seus murs de pedra acullen portes monumentals amb llindes i brancals motllurats i ulls-de-bou amb garlandes de llorer. Els angles de la sala es presenten arrodonits i el seu terra queda totalment revestit de marbre blanc, amb motius decoratius en marbre d'altres colors. Al fons d'aquest espai hi neix l'escala de la planta noble, formant una sinuosa línia de marbre tancada per una barana ornada a base de rocalla de bronze daurat. Totes les estances que envolten l'escala presenten murs i sostres revestits de motllures d'inspiració clàssica que, malauradament, han perdut la seva decoració policromada i sobredaurada originals.